# Guamiranga
Guamiranga är en kommun i Brasilien.   Den ligger i delstaten Paraná, i den södra delen av landet, 1 100 km söder om huvudstaden Brasília. Antalet invånare är 7 900.
I omgivningarna runt Guamiranga växer i huvudsak städsegrön lövskog. Runt Guamiranga är det ganska glesbefolkat, med 27 invånare per kvadratkilometer.